# Шэгги Роджерс
Норвилл Роджерс, более известный как Шэ́гги (англ. Norville «Shaggy» Rogers) — вымышленный герой из мультсериалов о Скуби-Ду, созданный студией «Hanna-Barbera». Первое появление состоялось в 1969 году в мультсериале «Скуби-Ду, где ты!»

## Личность
Шэгги — детектив, сотрудник корпорации «Тайна». Когда-то он работал поваром вместе с лучшим другом Скуби-Ду. В фильме «Скуби Ду 4: Проклятье озёрного монстра» влюбляется в Велму, но впоследствии они решают остаться просто друзьями. Интересы Шэгги очень похожи на интересы Скуби:
- Шэгги, как и Скуби, любит шутить.
- Шэгги и Скуби очень любят поесть и делают это при любой возможности. Особенно им двоим нравится собачье печенье (Скуби-печенье).
- Свой постоянный аппетит Шегги и Скуби объясняют постоянным чувством страха, которое они испытывают, столкнувшись с очередным монстром.

## Внешний вид
Несмотря на отличный аппетит, Шэгги худой. При виде монстра он развивает приличную скорость, при этом может вынести на спине Скуби (когда за ними гонится монстр, Скуби почти всегда забирается на спину Шэгги).
Он неприхотлив в одежде — всегда носит одну и ту же зелёную футболку и коричневые джинсы (могут меняться на шорты такого же цвета, в зависимости от погоды). Также у него есть зелёная куртка и зелёный пуховик. Однако, если он находится там, где очень холодно и при нём нет своих тёплых вещей, ему приходится надевать то, что ему предложат. Из обуви у него чёрные туфли, чёрно-белые кроссовки, тапки и сандалии. В ранней версии, носил красную футболку и синие джинсы.
Волосы у него русые, причёска неаккуратная (этой причёске он обязан своим прозвищем: «Шэгги», англ. Shaggy, дословно означает «лохматый»); на подбородке — редкие волоски (если он хочет выглядеть на отлично, то подстригает эти волоски).

## Профессия
Работал поваром вместе со Скуби-Ду. Кроме Скуби-Ду его напарниками также являются Велма Динкли, Дафна Блэйк и Фред Джонс (лидер корпорации «Тайна»). В корпорации «Тайна» Шегги  не занимает руководящих должностей.
Некоторое время Шегги и Скуби работали на таможне в аэропорту (м/ф «Скуби-Ду на Острове Мертвецов»); однако, вскоре их  уволили за то, что они съели все конфискованные продукты. Также Шегги и Скуби работали вожатыми в лагере и на плантации перца. Следует заметить, что Шэгги всегда работает вместе со Скуби. Иногда Шегги и Скуби приходится разгадывать тайны самостоятельно — конечно, не по собственному желанию, а потому, что от этого зависит что-либо важное для них. Например, когда они работали вожатыми в детском лагере, им пришлось разгадывать тайну и ловить преступника. От этого зависело место их работы, а также им просто нравилось работать именно здесь (показанно в м/с «Что новенького, Скуби-Ду?»).

## Актёры

Норвилл Роджерс в мультсериале «Велма»

В течение двадцати восьми лет Шэгги озвучивал актер Кейси Кейсем, затем кратко взял на себя роль в нескольких фильмах, снятых в конце 1990 и начале 2000-х годов. В 2002 году Кейсем вернулся в роли Скуби-Ду в сериях «Что нового, Скуби-Ду?», также озвучивал все анимационные фильмы 2003—2009. В фильмах «Скуби-Ду» и «Скуби-Ду 2: Монстры на свободе» Шэгги изображает Мэттью Лиллард. В фильме «Скуби-Ду 3: Тайна начинается» его изображает Ник Палатас.
- Кейси Кейсем (1969—1997, 2002—2009)
- Билли Уэст (1998)
- Скотт Иннес (1999—2002)
- Скотт Менвиль (2005—2008)
- Мэттью Лиллард (2002 и 2005, 2010—настоящее время)
- Ник Палатас (Скуби-Ду 3: Тайна начинается, Скуби-Ду 4: Проклятье озёрного монстра)
- Уилл Форте и Иэн Армитидж (Скуби-Ду)
- Сэм Ричардсон (Велма)

## Досуг вне разгадывания тайн
Шэгги и Скуби всегда остаются вдвоём, куда бы они не пошли и где бы ни были. Друзья имеют свою квартиру в Кулсвилле. В их распоряжении также фургон «Корпорация Тайна». По крайней мере, там они проводят большую часть своего времени. В основном они готовят или едят.

## Семья
- Сэмюэл Джастин Роджерс и Венди Роджерс — родители Шэгги. Его отец — полицейский. Они живут в Плимуте, штат Массачусетс.
- Колтон Роджерс и Паула Роджерс (родители в Скуби-Ду! Мистическая корпорация)
- Мэгги «Суджи» Роджерс — младшая сестра Шэгги.
- Уилфред — муж Мэгги.
- Гарри Роджерс — дядя Шэгги, который любит розыгрыши.
- Дядя Шагуорти — богатый дядя Шэгги. Он не только выглядит, как его племянник, но имеет такой же аппетит и настолько же труслив. Он держит своё самое драгоценное владение в тайне — холодильник с ценными камнями.
- Прадядя Нат (Натаниэль) — двоюродный дед Шэгги.
- Дядя Борегард — дядя, который оставил всё своё состояние Шэгги — свои особняк и плантации на юге США.
- Бесстрашный Шэггифорд — дядя Шэгги, которому принадлежит Бесстрашное Детективное агентство.
- Альберт Шэггифорд — богатый дядя Шэгги и изобретатель, появлялся только в Shaggy and Scooby-Doo Get a Clue!.
- Мак Бэгги Роджерс — предок семьи Роджерс. Он первый поселился в Плимуте, штат Массачусетс.

## Интересные факты
- В январе 2019 года фанаты серии игр Mortal Kombat создали петицию на сайте change.org с требованием добавить персонажа в Mortal Kombat 11. По состоянию на 2 февраля петицию подписали около 300 000 человек[3]. Причиной популярности персонажа стал интернет-мем про Шэгги, где в одном из видеороликов он предстает в образе бойца и даёт отпор банде байкеров[4][5].
- Несмотря на свой необыкновенно робкий характер, Шегги тоже является членом корпорации «Тайна», ведь благодаря ему и Скуби, с которым он всегда ходит в паре, остальные находят очень важные зацепки.
- Шэгги и Скуби выполняют особую роль в команде, они могут на несколько секунд остановить или удивить монстра. Например в серии «Ужасная ночь с зимним чудовищем» он и Скуби переодеваются дантистами, чтобы почистить зубы злому снежному динозавру.
- Нельзя представить Шэгги без Скуби, они прекрасно дополняют друг друга.
- Шэгги — постоянный герой. Он, как и Скуби, присутствует во всех сериях.
- Шэгги находит забавным то, что он родился со знаком зодиака «Лев», но со своим характером он больше похож на зайца. Он родился летом, где-то в пределах 23 июля — 23 августа.
- Любимая еда Шэгги — собачье печенье «Скуби-снеки»; кроме того, он очень любит пиццу с сыром и солёными огурцами.
- Шэгги коллекционирует пряжки.
- В детстве Шэгги был большим фанатом супергероя Капитана Кула.
- Его настоящее имя — Норвилл. Прозвище «Шэгги» он получил за свою причёску.
- Шэгги и Скуби — весьма закалённые ребята. В м/ф «Отдыхай, Скуби-Ду» они убегали в Гималаях от Йети, и Шэгги в это время был в футболке и в джинсах.
- Также Шэгги и Скуби единственные из команды способны выполнять сложные и опасные трюки. Например, однажды, находясь на американских горках в едущем вагончике, они сумели перепрыгнуть на другой вагончик, идущий по соседнему пути в противоположном направлении. Всё это произошло на весьма внушительной высоте. Они совершили этот рискованный прыжок, чтобы спастись от монстра.
- Раньше, в м/ф 1970-1980-х гг., вместо зелёной футболки и коричневых джинс Шэгги носил красную футболку и синие джинсы.
- Шэгги изначально создали как хиппи, а те, кто считает по другому - не правы
- У Шэгги, как и у Скуби, странный вкус, а именно: они могут смешивать банановое мороженое, маринованные огурчики и соевый соус.
- Шэгги великолепно играет в мини-гольф. В серии про клоуна (в м/ф «Что новенького, Скуби-ду?») на гольф-поле он проявил необычайную активность.
- Шэгги и Скуби также могут делать великолепные скульптуры из песка. Ещё они неплохо умеют лепить из воска (однажды сделали свои собственные фигуры).
- Дружба Шегги и Скуби объясняется дружбой их семей.
- В одной из игр Шэгги и Скуби не всегда вместе. Скуби даже бросил Шэгги, убежав по вентиляции (встретив затем Дафну). Также Шэгги сражался вместе с Велмой против Босса игры (без Скуби).
- Часто, когда команде приходится разделиться в поисках улик, Велме, Скуби и Шэгги приходится быть вместе.
- Шэгги — первый персонаж, который сел за руль будущего фургона корпорации «Тайна».
- Как и Скуби, Шэгги не знает/не верит в существование Швеции, пяти и шести часов утра и кенгуру.
- Шэгги — физически самый сильный персонаж команды, даже сильнее Фреда. Наибольшую силу Шэгги проявляет, когда ему или его друзьям угрожает опасность.
- Шэгги отлично катается на мотоцикле, способен преодолеть камнепад (прыгая по камням), отлично дерётся и его речь может обходиться фразами из разных фильмов, также прыгает дальше всех (все эти способности были обнаружены в одном из м/ф), он также хорошо разбирается в технике (в м/ф «Скуби-Ду и Упорный оборотень» Шэгги смог отрегулировать гоночную машину на высокой скорости).
- Фактически Шэгги — самый богатый персонаж, он наследовал от своего дяди Борегарда бесценные сокровища (отданы для блага приютов с детьми) и особняк (был подарен призракам). Его дядя Альберт отдал Шэгги особняк и один миллиард.
- Шэгги и Скуби неразлучны: ради дружбы со Скуби Шэгги пришлось отвергнуть Велму (как девушку), потому что Скуби-Ду — ему важней, как друг.